# Creixent
El Creixent (Creissent en alvernès i llemosí, en gascó Creishent) és una zona en el centre de França, en forma de lluna creixent, on es parlen varietats de llemosí i d'alvernès que tenen trets de transició vers el francès.
El primer autor que utilitzà el nom de Creixent fou el lingüista occità Juli Ronjat, en sa tesi el 1913.
De vegades, els parlars del Creixent del costat llemosí, a l'oest, són anomenats també marquès (marchés en llengua d'oc), però no corresponen exactament a l'extensió de província de la Marca llemosina.